# Klon trójlistkowy
Klon trójlistkowy, klon nikkoński, klon Maksymowicza (Acer maximowiczianum) – gatunek drzewa z rodziny klonowatych (Aceraceae Juss). Występuje naturalnie w Chinach (Anhui, Hubei, Hunan, Jiangxi, Syczuan, Zhejiang) i Japonii (wyspy Honsiu, Kiusiu, Sikoku).

## Morfologia

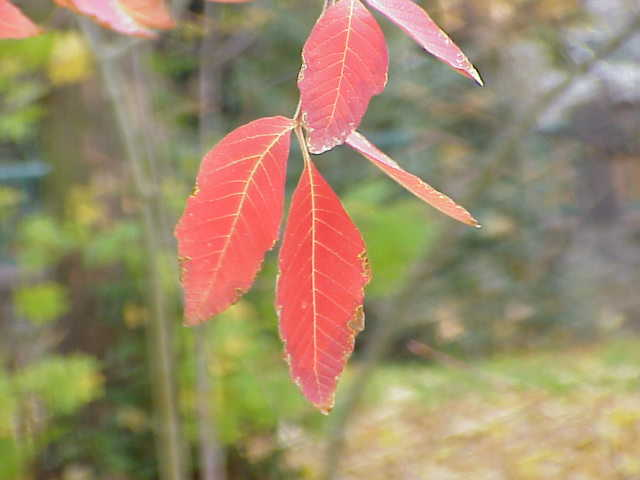
Liście

PokrójDrzewo w naturalnych warunkach dorasta do 15–20 m wysokości.
LiścieLiście mają górę gładką, a od spodu są niebieskobiałe i miękko owłosione. Są grube i sztywne. Złożone są z trzech listków. Środkowy listek ma długość 10 cm i szerokość 6 cm. Boczne są mniejsze. Kolor mają ciemnozielony, a jesienią przebarwiają się na czerwono.
KwiatyKwiaty są drobne, żółte, zebrane w zwieszone. Trójkwiatowe kwiatostany są na owłosionych szypułkach.